# Rufea
Rufea és una partida de l'Horta de Lleida, a la ciutat de Lleida, el Segrià.
És una zona amb baixa densitat de població, i aquesta habita principalment en torres i xalets.
Es dedica principalment a l'agricultura, arbres fruiters sobretot, gràcies al pas pel terme tant de la Clamor del Bosc com del Riu Segre.

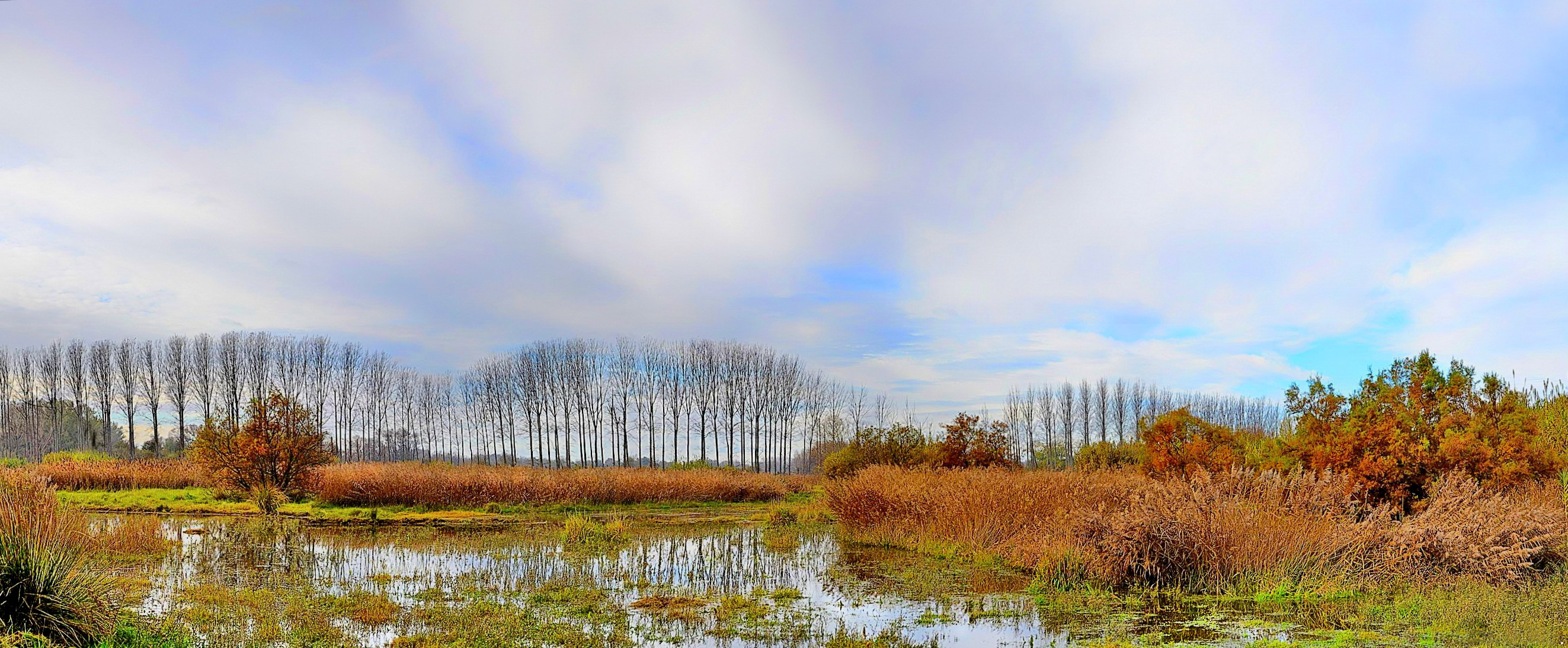
Aiguamolls de Rufea

Com a trets més característics hom hi pot trobar el Circuit Municipal de Motocròs Lleida-Rufea i els Aiguamolls de Rufea
Si bé no disposa de transport públic propi, les línies municipals L10,L11 i LCC s'hi acosten força.
Limita:
- Al nord amb la partida de La Mariola i la partida de la Plana de Gensana.
- Al nord-est amb la partida de Sot de Fontanet.
- A l'est amb la partida de La Copa d'Or.
- Al sud amb el riu Segre i el terme municipal d'Albatàrrec.
- A l'oest amb la partida de Butsènit.

|          | La Mariola i P. de Gensana | El Sot de Fontanet |
| Butsènit |                            | La Copa d'Or       |
|          | Riu segre i Albatàrrec     |                    |